# Andrew Bonar Law
Andrew Bonar Law (ur. 16 września 1858 w Kingston w Nowym Brunszwiku, zm. 30 października 1923 w Londynie) – premier Wielkiej Brytanii w latach 1922–1923. Law, z pochodzenia Kanadyjczyk, został premierem z ramienia Partii Konserwatywnej, lecz zły stan zdrowia zmusił go do złożenia urzędu.

## Wczesne lata życia i początki kariery politycznej
Był synem wielebnego Jamesa Lawa z Portrush z irlandzkiego hrabstwa Antrim oraz Annie Kidston, pochodzącą z Glasgow. W 1860 r. matka przyszłego premiera zmarła podczas porodu. Przez kilka następnych lat znajdował się pod opieką swojej ciotki, Janet Kidston, która mieszkała u szwagra do czasu swego powtórego zamążpójścia. W wieku 12 lat wyjechał wraz z nią do Szkocji. Kształcił się tam w Gilbertfield School w Hamilton w latach 1870–1873 oraz w Glasgow High School w latach 1873–1875.
W wieku 16 lat Bonar Law rozpoczął pracę w banku rodziny Kidstonów. Uczęszczał również na wieczorowe zajęcia organizowane przez Uniwersytet Glasgow. Następnie rozpoczął karierę biznesmena. W 1885 r. został partnerem w William Jacks & Co., firmie zajmującej się finansowaniem handlu żelazem. W 1890 r. zaręczył się z Annie Robley, którą poślubił 24 marca 1891 r. w Helensburgh w hrabstwie Dunbartonshire.
Andrew i Annie mieli razem siedmioro dzieci. Pierwsze z nich urodziło się martwe. Jedna z córek, Isabel, poślubiła sir Fredericka Sykesa. Najmłodszy syn Bonar Lawa, Richard, został 1. baronem Coleraine. Dwóch synów późniejszego premiera zginęło podczas I wojny światowej. Charles zginął walcząc w szeregach King’s Own Scottish Borderers w bitwie o Gazę w 1917 r. James, członek Royal Flying Corps, został w 1917 r. zestrzelony na froncie zachodnim.

## Na czele Partii Konserwatywnej
W 1900 r. Bonar Law został wybrany do Izby Gmin jako reprezentant okręgu Glasgow Blackfriars and Hutchesontown. W 1902 r. został parlamentarnym sekretarzem przy Zarządzie Handlu. Sprawował ten urząd do upadku konserwatywnego rządu Balfoura w 1905 r. Rok później przegrał wybory parlamentarne w swoim okręgu. Do Izby Gmin powrócił jeszcze w 1906 r. po wyborach uzupełniających w okręgu Dulwich. Ponownie przegrał wybory w 1910 r. i ponownie powrócił po wyborach uzupełniających, tym razem w okręgu Bootle w 1911 r.
Również w 1911 r. Arthur Balfour zrezygnował ze stanowiska lidera Partii Konserwatywnej. Nowym liderem został Bonar Law, który był kompromisowym kandydatem wysuniętym gdy Austen Chamberlain i Walter Long nie mogli uzyskać wystarczającego poparcia. W następnych latach w obszarze zainteresowania Bonar Lawa znajdowały się sprawy ceł oraz autonomii Irlandii.
W 1915 r. Bonar Law wszedł w skład gabinetu wojennego Herberta Henry’ego Asquitha jako minister ds. kolonii. Kiedy w 1916 r. nowym premierem został David Lloyd George, Bonar Law został kanclerzem skarbu i przewodniczącym Izby Gmin. W 1918 r. zmienił okręg wyborczy na Glasgow Central. W 1919 r. został Lordem Tajnej Pieczęci, pozostając jednocześnie przewodniczącym Izby Gmin. W 1921 r. zrezygnował ze stanowisk rządowych i partyjnych z powodu złego stanu zdrowia.

## Premier Wielkiej Brytanii
Bonar Law ponownie stanął na czele Partii Konserwatywnej w 1922 r., kiedy dotychczasowym lider, Austen Chamberlain, zrezygnował z powodu wystąpienia partii z koalicji rządowej. Bonar Law stanął również na czele nowego rządu. Wybory 1922 r. zakończyły się zwycięstwem konserwatystów, którzy uzyskali większość w Izbie Gmin.

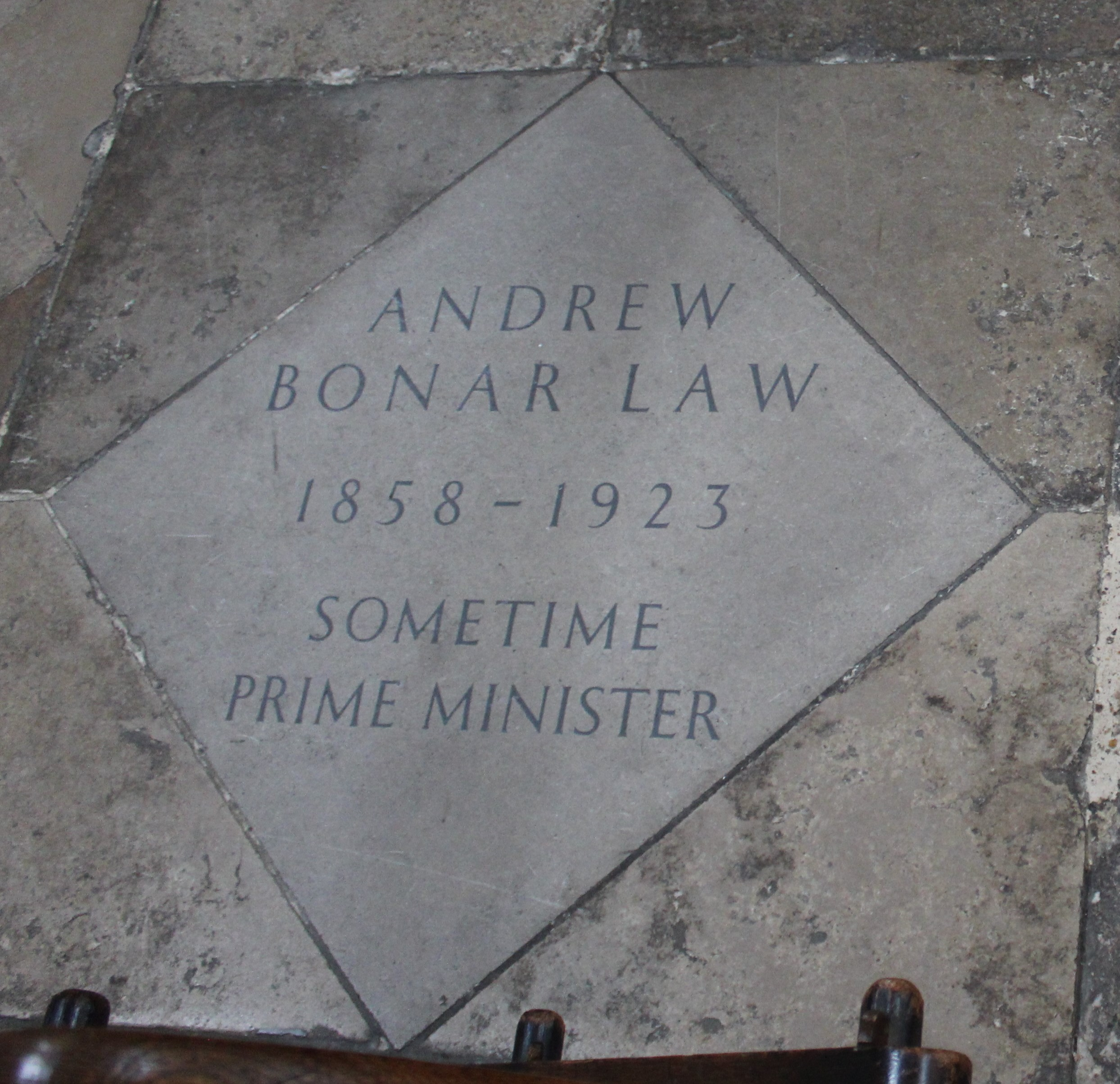
Grób Andrew Bonara w Opactwie Westmisterskim

Nowy premier nie pozostał jednak długo na swoim stanowisku. W 1923 r. zdiagnozowano u niego raka gardła. W maju Bonar Law zrezygnował ze stanowiska premiera. Zmarł jeszcze w tym samym roku w Londynie.

## Gabinet Andrew Bonar Lawa, październik 1922 – maj 1923
- premier: Andrew Bonar Law
- lord kanclerz: George Cave, 1. wicehrabia Cave
- lord przewodniczący Rady, Kanclerz Księstwa Lancaster: James Gascoyne-Cecil, 4. markiz Salisbury
- kanclerz skarbu: Stanley Baldwin
- minister spraw wewnętrznych: William Bridgeman
- minister spraw zagranicznych: George Curzon, 1. markiz Curzon of Kedleston
- minister kolonii: Victor Cavendish, 9. książę Devonshire
- minister wojny: Edward Stanley, 17. hrabia Derby
- minister ds. Indii: William Peel, 2. wicehrabia Peel
- minister ds. Szkocji: Ronald Munro-Ferguson, 1. wicehrabia Novar
- pierwszy lord Admiralicji: Leo Amery
- przewodniczący Zarządu Handlu: Philip Lloyd-Greame
- minister rolnictwa i rybołówstwa: Robert Sanders
- przewodniczący Komitetu Edukacji: Edward Wood
- minister pracy: Anderson Montague-Barlow
- minister zdrowia: Arthur Griffith-Boscawen

Zmiany
- kwiecień 1923 r. – Neville Chamberlain zastępuje Arthura Griffitha-Boscawena na stanowisku ministra zdrowia